# 小行星1806
小行星1806（1806 Derice）是一颗绕太阳运转的小行星，为主小行星带小行星。该小行星于1971年6月13日发现。
該小行星以澳洲天文學家丹尼斯·N·哈伍德（Dennis N. Harwood）的妻子德瑞斯·哈伍德（Derice Harwood）命名。

## 轨道参数
小行星1806的轨道半长轴为2.2366179 UA，离心率为0.106。